# Kosmos 380
O Kosmos 380 (em russo: Космос 380) também denominado DS-P1-Yu Nº 37, foi um satélite artificial soviético lançado ao espaço com sucesso no dia 24 de novembro de 1970 através de um foguete Kosmos-2I a partir do Cosmódromo de Plesetsk.

## Características
O Kosmos 380 foi o trigésimo sétimo membro da série de satélites DS-P1-Yu e o trigésimo quarto lançado com sucesso após o fracasso dos lançamentos do segundo, do vigésimo terceiro e do trigésimo segundo membros da série. Sua missão era auxiliar sistemas antissatélites e antimíssil soviéticos.
O Kosmos 380 foi injetado em uma órbita inicial de 1548 km de apogeu e 210 km de perigeu, com uma inclinação orbital de 82 graus e um período de 102,2 minutos. Reentrou na atmosfera terrestre em 17 de junho de 1971.